# 供託
供託（きょうたく）とは、一定の法律上の目的を達成するため、法令の規定により、金銭、有価証券その他の物件（供託物）を供託所（法務局、地方法務局など）その他の者に提出し、その管理を委ねることをいう。

## 日本における供託
日本法上の供託の手続は供託法などに定められている。

### 種類
日本法上の供託は概ね以下のように分類される。以下各節において詳述する。
1. 弁済供託
2. 担保供託（保証供託）
3. 執行供託
4. 保管供託
5. 没取供託

#### 弁済供託
弁済供託（べんさいきょうたく）とは、弁済者（債務者またはこれに代わって弁済をすることができる者）が、債権者のために弁済の目的物を供託することによって、債務を免れるための制度である。民法第3編第1章第5節第1款第2目「弁済の目的物の供託」に定められている。

##### 弁済供託の要件
弁済供託をすることができる場合（供託事由、供託原因）は、債権者の受領拒絶、債権者の受領不能、債権者不確知の3つの場合である。2017年改正の民法（2020年4月1日法律施行）で整理が行われた。
1. 債権者の受領拒絶
弁済の提供をした場合において、債権者がその受領を拒んだときである（民法494条1項1号）。債権者があらかじめ受領を拒絶したときでも、債務者は、弁済の提供（口頭の提供）をしなければ、供託しても債務を免れることができない（大審院明治40年5月20日判決民録13巻576頁）。ただし、債務者が提供しても債権者が受領しないことが明確な場合には、口頭の提供をせずに供託しても有効である（大審院明治45年7月3日民録18巻684頁）。
2. 債権者の受領不能
債権者が弁済を受領することができないときである（民法494条1項2号）。債権者が弁済を受領することができない場合は、債権者の帰責事由の有無を問わない。
3. 債権者不確知
弁済者が債権者を確知することができないときである（民法494条2項本文）。債権譲渡が同一の債権で幾重にも行われた場合（最判平成10年6月12日民集52巻4号1121頁）などである。ただし、弁済者に過失があるときは供託できない（民法494条2項ただし書）。
債権者不確知が生じるのは、賃借権契約において賃貸人が死亡し相続人が不明である場合[注釈 1]や、債権譲渡が行われたが譲渡人と譲受人との間で債権の帰属に争いがある場合などが考えられる[3]。

なお、商事売買における特則について商法524条に定めがある。
また、荷受人を確知することができない場合の運送人の供託権について商法585条に定めがある。

##### 弁済供託の内容
弁済供託の内容は、本来の債務と同一内容でなければならないから、債権額の一部の供託では、供託した部分についても弁済供託の効力を生じない。

##### 弁済供託の方法
弁済供託は、債務の履行地の供託所にしなければならない（民法495条1項）。供託所となるのは、金銭および有価証券については法務局・地方法務局等であり（供託法1条）、それ以外の物品については法務大臣の指定する倉庫営業者または銀行である（供託法5条）。
供託所に供託することができない場合は、弁済者は、裁判所に供託物保管者の選任を請求することができ、その供託物保管者に対して供託することができる（民法495条2項）。供託所の指定および供託物の保管者の選任の事件は、債務の履行地を管轄する地方裁判所の管轄に属する（非訟事件手続法94条1項）。
供託者は、供託をしたときは、債権者に対して、遅滞なく供託を通知しなければならない（民法495条3項）。実際には供託の際に供託通知書を添付してその発送を請求する（#供託の手続）。

##### 弁済供託の効果
有効な弁済供託がされると、弁済者が供託をした時に、その債権は、消滅する（民法494条）。2017年改正の民法（2020年4月1日法律施行）で供託時に債権が消滅することが明文化された。

#### 担保供託（保証供託）
担保供託（たんぽきょうたく）または保証供託（ほしょうきょうたく）とは、後の支払を確保するための担保としての供託をいう。

##### 営業保証供託
営業保証供託とは、営業者の営業活動により生じる債務ないし相手方の損害を担保するために、営業者が行う供託である。
営業保証供託は、法令の規定（宅地建物取引業法25条、旅行業法7条、割賦販売法16条等）により担保を供すべきものとされている場合に限り許される。
- 資金決済に関する法律
- 特定住宅瑕疵担保責任の履行の確保等に関する法律
  - 住宅建設瑕疵担保保証金及び住宅販売瑕疵担保保証金
- 信託業法
  - 信託会社等営業保証金
  - 信託兼営金融機関営業保証金
- 保険業法
  - 保険会社等営業保証金
  - 保険仲立人保証金
- 積立式宅地建物販売業法
- 割賦販売法
- 水洗炭業に関する法律
  - 水洗炭業者保証金
- 宅地建物取引業法
- 旅行業法
- 家畜商法
- 旧・職業安定法

##### 裁判上の保証供託
裁判上の保証供託とは、訴えの提起、強制執行の停止もしくは続行、仮差押え・仮処分の執行または取消し等、当事者の訴訟行為や裁判上の処分により相手方に生ずる損害を担保するための供託である。
裁判所の裁判（命令）によって担保の額、期限等が定められ、これに基づいて供託をする。
裁判上の保証供託がされたときは、被供託者は、供託物の上に質権者と同一の権利を有する（民事訴訟法77条、民事執行法15条2項、民事保全法4条2項）。
担保取消決定（民事訴訟法79条、民事執行法15条2項、民事保全法4条2項）がされたときは、供託者は供託物の取戻しを請求することができる。
- 民事訴訟手続における供託

訴訟費用の担保（民事訴訟法75条、76条）、仮執行宣言・仮執行免脱宣言のための担保（同法259条、376条）、上訴等に伴う執行停止のための担保（同法403条、405条）
- 民事執行手続における供託（民事執行法15条）

執行抗告・執行異議等に伴う執行停止・続行のための担保（民事執行法10条6項、11条2項、32条2項、36条1項、38条4項）、保全処分のための担保（同法55条4項、77条2項）、動産差押えの取消しの申立てに際しての担保（同法132条3項）
- 民事保全手続における供託（民事保全法4条）

仮差押え・仮処分命令発令に際しての担保（民事保全法14条）、保全異議・保全取消申立て・保全抗告に伴う保全執行続行のための担保（32条2項、38条3項、41条4項）、保全異議・保全抗告に伴う保全執行停止または執行処分取消しのための担保（27条1項、41条4項）、保全命令取消しのための担保（32条3項、39条1項、41条4項）、保全命令取消決定に対する保全抗告に際しての効力停止のための担保（42条1項）

##### 税法上の保証供託
税法上の保証供託とは、国が、後の税の納付を確保するために担保を提供させるものをいう。
- 納税の猶予の場合

国税通則法46条5項等
- 保全担保の場合

酒税法31条、印紙税法15条、国税徴収法158条等
- 不服申立てに伴う差押えの猶予・解除の場合

国税通則法105条3項、5項、38条3項、4項、国税徴収法159条等
これらの場合に国債、地方債、社債等の有価証券、金銭を担保とする場合には、これらを供託すべきものとされる（国税通則法施行令16条1項）。

#### 執行供託
執行供託（しっこうきょうたく）とは、民事執行手続において、執行機関または当事者が執行の目的物を供託することをいう。
- 配当留保供託

民事執行手続において、配当（または弁済金の交付）を受けるべき債権者の債権が停止条件付、不確定期限付であるなど一定の場合には、裁判所書記官は、直ちに配当をすることができず、配当額を供託しなければならない（民事執行法91条1項等）。
- 不出頭供託

配当を受けるべき債権者が配当受領のために裁判所に出頭しなかった場合は、裁判所書記官は、配当額を供託しなければならない（民事執行法91条2項）。もっとも、これは弁済供託の一種であると解されている。
- 第三債務者による供託

債権執行において、第三債務者は、差し押えられた金銭債権の全額を供託することができる（民事執行法156条1項、権利供託）。
また、複数の差押債権者の差押えが競合した場合は、第三債務者は、当該金銭債権を供託しなければならない（同条2項、義務供託）。
供託をした第三債務者は、執行裁判所に、供託書正本を添付して事情届（じじょうとどけ）を提出しなければならない（同条3項、民事執行規則138条2項）。

#### 保管供託
保管供託（ほかんきょうたく）とは、他人の物を直ちに処分することができないときに、一時保管する供託をいう。
- 質権の第三債務者の供託

質権の設定された債権の弁済期が、質権者の債権（被担保債権）の弁済期より前に到来したときは、質権者は、第三債務者に供託を求めることができる（民法366条）。
この供託がされた場合、質権は、質権設定者の有する供託金払渡請求権の上に存続することとなる。
- 商人間の売買の解除に伴う目的物の供託

商人間の売買において、買主が、目的物を受領したときは、買主は、売買契約を解除したときも、売主の費用をもって目的物を保管または供託しなければならない（商法527条）。
- 執行停止中の売却による売得金の供託

動産執行において、執行官が動産を差し押さえた後に強制執行一時停止決定がされた場合で、差押物について著しい価額の減少を生ずるおそれがあるとき、または保管のために不相応な費用を要するときは、執行官はその差押物を売却することができるが、そのときは、執行官は売得金を供託しなければならない（民事執行法137条）。

#### 没取供託
没取供託（ぼっしゅきょうたく）とは、一定の場合に供託物に対する供託者の所有権を剥奪して国または地方公共団体に帰属させることを目的とする供託である。
- 選挙供託

選挙に立候補の届出をしようとする者は、所定の金額又はそれに相当する額面の国債証書を供託しなければならない（公職選挙法92条）。これは、候補者の乱立を防ぐための制度である。なお、この供託金が高すぎるとの意見も一部にある。
衆議院・参議院の比例代表選挙においては、届出政党が、名簿登載者の人数に応じた供託をしなければならない（同条2項、3項）。
得票数が一定の数に達しない場合には、供託金は国庫または地方公共団体に帰属する（同法93条、94条）。

### 供託の手続
供託の手続については、主に供託法および供託規則（昭和34年1月17日法務省令第2号）に定められている。
供託の申請をするためには、所定の書式によって供託書を作成し、供託物（金銭または有価証券）を添えて供託所に提出する（供託法2条、供託規則13条）。
- 現金取扱庁の場合

直接供託金の受入れを取り扱う供託所（法務局・地方法務局の各本局、東京法務局八王子支局および福岡法務局北九州支局。現金取扱庁）に金銭を供託する場合には、供託書とともに供託金の現金を提出する（供託規則20条1項）。供託官は、供託を受理すると同時に供託金を受領し、供託書の正本にその旨を記載する（同条2項）。
- 非現金取扱庁の場合

供託金の受入れを取り扱わない供託所（非現金取扱庁）に金銭を供託する場合、または有価証券の供託をする場合には、供託官が供託書の正本に、供託を受理する旨、供託番号、一定の納入期日までに供託物を日本銀行に納入すべき旨、その期日までに供託物を納入しないときは受理の決定は効力を失う旨を記載する（供託規則18条1項）。
供託者が、その期日までに日本銀行に供託書正本とともに供託金または供託有価証券を提出すると、供託が成立する（日本銀行は供託書正本にその受入れ証明を記載する）。

#### 被供託者の表示
弁済供託、裁判上の保証供託、選挙供託など、被供託者（供託の相手方）が供託時に決まっている供託の場合は、供託書に被供託者の住所・氏名を記載しなければならない（供託規則13条2項6号）。
一方、営業保証供託、第三債務者の行う執行供託など、最終的には被供託者（還付請求者）が確定するものの供託時には確定していない供託や、保管供託など、被供託者が存在しない供託の場合は、被供託者の記載をする必要はない。

#### 供託通知書
弁済供託など、供託者が被供託者に供託の通知をしなければならない場合には、供託者は、供託官に対し、被供託者に供託通知書を発送することを請求することができる（供託規則16条1項）。
現金取扱庁の場合、供託官は、供託を受理した時点で被供託者に供託通知書を発送する（供託規則20条2項）。非現金取扱庁の場合、供託官は、日本銀行から供託物受領証書の送付を受けた時点で、被供託者に供託通知書を発送する（同18条3項）。

### 供託物の払渡し
供託がされたときは、供託の種類によって、供託者又は被供託者が、供託所に対し、供託物の払渡し（はらいわたし）を請求することができる。
このうち、供託者が払渡しを求めることのできる権利を供託物取戻請求権（きょうたくぶつとりもどしせいきゅうけん）といい（供託法8条2項）、被供託者が払渡しを求めることのできる権利を供託物還付請求権（きょうたくぶつかんぷせいきゅうけん）という（同条1項）。
払渡しを受けるためには、供託所に供託物払渡請求書を提出する（供託規則22条）。これには、取戻請求権又は還付請求権を証明する書面を添付しなければならない（同24条、25条）。
供託官は、供託金の払渡しの請求を理由があると認めるときは、供託物払渡請求書に払渡しを認可する旨を記載して押印し、小切手を振り出して交付する。小切手に代えて、日本銀行を通じた隔地払い、預貯金振込み又は国庫金振替の方法で払渡しを受けることもできる（供託規則28条）。

#### 供託物の取戻し
供託者は、次の場合に供託物を取り戻すことができる。
- 弁済供託の場合

弁済供託においては、供託者は、供託物の取戻しをすることができる。
しかし、被供託者である債権者が供託を受諾したとき（供託所に受諾する旨の書面を提出したとき。供託規則47条）、または供託を有効と宣告する判決が確定したときは、取戻請求権は消滅する（民法496条1項）。
- 供託が錯誤で無効の場合（供託法8条2項）
- 供託原因が消滅した場合（供託法8条2項）

#### 供託物の還付
被供託者は、供託物の取戻しがされるまで、その権利を証明することによって、供託物の還付を請求することができる（供託法8条1項）。
弁済供託の場合、弁済の目的物または代金が供託された場合には、債権者は、供託物の還付を請求することができる（民法498条1項）。2017年改正の民法（2020年4月1日法律施行）で弁済供託の還付請求権が明文化された。ただし、債務者が債権者の給付に対して弁済をすべき場合には、債権者は、その給付をしなければ、供託物を受け取ることができない（民法498条2項、旧1項から繰り下げ）。
なお、執行供託で配当が行われる場合には、裁判所が供託所に支払委託書を送付するとともに、債権者に証明書を交付するので、払渡しを受けようとする債権者は供託物払渡請求書にこの証明書を添付しなければならない（供託規則30条）。

## 各国における供託

### アメリカ
アメリカにおいても、債権者による不当な受領拒否のある場合や、自称債権者が二人以上いる場合などには供託（英: interpleader）が可能である。供託先は裁判所となる。債務者が有効に供託をなした場合は、後に自称債権者から裁判上の請求を受けた際に、訴答（英: pleadingにおいて弁済提供の抗弁を有効に主張できるようになる。
供託の目的物は金銭が一般的であり、物品供託の制度は存在するがそれほど利用されていない。

### イギリス
イギリスにおいては裁判所基金部（英: Court Funds Office, CFO）が供託事務を担っている。
供託制度は1982年司法運営法）および2011年裁判所基金規則に規定されている。
供託原因としては、訴訟費用の担保供託、執行供託ならびに弁済供託（受領拒絶および債権者不確知）が認められている。
供託の目的物は金銭供託（小切手）が原則である。物品供託の制度もあるが、あくまで理論上のものに留まっており、実務的にはCFOは物品供託の申請がされたとしても受け入れないと考えられている。